# Ґюнтер Лерке
Ґюнтер Лерке (нім. Günter Lörke, 23 червня 1935) — німецький велогонщик.
Срібний призер Олімпійських Ігор 1960 року в роздільній командній гонці.